# City-Pier-City Loop 1992
De achttiende editie van de City-Pier-City Loop vond plaats op zondag 29 maart 1992. Naast de halve marathon kende het evenement ook een kwart en een achtste marathon.
De wedstrijd werd bij de mannen gewonnen door de Portugees Manuel Matias in 1:02.04. Met deze tijd was hij twaalf seconden sneller dan Benson Masya uit Kenia. Beste Nederlander was Tonnie Dirks met 1:02.18 en een derde plaats. Bij de vrouwen besliste de Nederlandse Anne van Schuppen de wedstrijd door in 1:13.20 als eerste te finishen.

## Uitslagen

### Mannen
| rang   | naam               | land | tijd    |
| ------ | ------------------ | ---- | ------- |
| Goud   | Manuel Matias      | POR  | 1:02.04 |
| Zilver | Benson Masya       | KEN  | 1:02.16 |
| Brons  | Tonnie Dirks       | NED  | 1:02.18 |
| 4      | Jan Huruk          | POL  | 1:02.22 |
| 5      | Winston Mizuno     | ZIM  | 1:02.30 |
| 6      | Brighton Chipere   | ZIM  | 1:02.43 |
| 7      | Marti ten Kate     | NED  | 1:02.58 |
| 8      | Jacob Ngunzu       | KEN  | 1:03.10 |
| 9      | Wieslaw Perszke    | POL  | 1:03.28 |
| 10     | Jason Mosigisi     | KEN  | 1:03.43 |
| 11     | Zoltan Kaldy       | HUN  | 1:04.04 |
| 12     | Walter Donner      | SWE  | 1:04.07 |
| 13     | Mats Erixon        | SWE  | 1:04.44 |
| 14     | Barnabas Qamunga   | TAN  | 1:04.56 |
| 15     | Michael Gratton    | ENG  | 1:04.58 |
| 17     | Jozsef Bereczki    | HUN  | 1:05.20 |
| 18     | Dick Tesselaar     | NED  | 1:05.22 |
| 19     | Henk Gommer        | NED  | 1:05.23 |
| 21     | Jan-Dirk Hazeleger | NED  | 1:05.27 |
| 22     | John Duinmeyer     | NED  | 1:06.07 |
| 23     | Paul Overbeek      | NED  | 1:06.09 |

### Vrouwen
| rang   | naam                    | land | tijd    |
| ------ | ----------------------- | ---- | ------- |
| Goud   | Anne van Schuppen       | NED  | 1:13.20 |
| Zilver | Kristijna Loonen        | NED  | 1:13.29 |
| Brons  | Midde Hamrin            | SWE  | 1:13.41 |
| 4      | Grazyna Kowina          | POL  | 1:14.15 |
| 5      | Marianne van de Linde   | NED  | 1:14.57 |
| 6      | Sara Rome               | SWE  | 1:15.41 |
| 7      | Martine Van De Gehuchte | BEL  | 1:16.43 |

1975 ·
1976 ·
1977 ·
1978 ·
1979 ·
1980 ·
1981 ·
1982 ·
1983 ·
1984 ·
1985 ·
1986 ·
1987 ·
1988 ·
1989 ·
1990 ·
1991 ·
1992 ·
1993 ·
1994 ·
1995 ·
1996 ·
1997 ·
1998 ·
1999 ·
2000 ·
2001 ·
2002 ·
2003 ·
2004 ·
2005 ·
2006 ·
2007 ·
2008 ·
2009 ·
2010 ·
2011 ·
2012 ·
2013 ·
2014 ·
2015 ·
2016 ·
2017 ·
2018 ·
2019 (afgelast) ·
2020 ·
2021 (afgelast) ·
2022 ·
2023 ·
2024